# Samuel Contesti
Samuel Contesti (ur. 4 marca 1983 w Hawrze we Francji) – francuski łyżwiarz figurowy reprezentujący Włochy, startujący jako solista. Jest wicemistrzem Europy oraz pięciokrotnym mistrzem Włoch. Zakończył karierę 15 czerwca 2012 r.

## Kariera

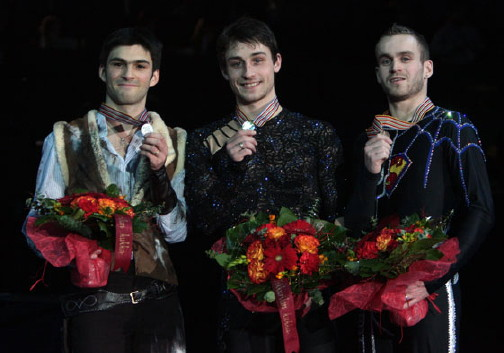
Samuel Contesti (pierwszy z lewej) po zdobyciu wicemistrzostwa Europy w 2009 roku.

Jest synem francuskiego piłkarza Yves'a Contestiego. Łyżwiarstwo figurowe zaczął trenować w wieku 4 lat. W 2007 roku poślubił swoją trenerkę Zulini Geraldine, pół-Włoszkę, pół-Francuzkę. Dwukrotnie wziął udział w mistrzostwach Włoch, na których uzyskał tytuł mistrza (2008 i 2009). W 2009 zdobył wicemistrzostwo Europy w Helsinkach i 5 miejsce na mistrzostwach świata w Los Angeles.